# Obwiniony
Obwiniony – zgodnie z kodeksem postępowania w sprawach o wykroczenia osoba, przeciwko której wniesiono wniosek o ukaranie w sprawie o wykroczenie. Sprawy przeciwko obwinionym rozpatrywane były dawniej w pierwszej instancji przez kolegia do spraw wykroczeń oraz wydziały grodzkie sądów rejonowych. Od 2010 roku rozpatrywane są przez wydziały karne sądów rejonowych.
Odpowiednikiem obwinionego w postępowaniu karnym jest oskarżony. 